# 1576
| 1576               |
| ------------------ |
| Dødsfald - Fødsler |
|                    |

| Gregoriansk kalender | 1576 MDLXXVI            |
| Ab urbe condita      | 2329                    |
| Armensk kalender     | 1025 ԹՎ ՌԻԵ             |
| Kinesiske kalender   | 4272 – 4273 乙亥 – 丙子 |
| Etiopisk kalender    | 1568 – 1569             |
| Jødisk kalender      | 5336 – 5337             |
| Hindukalendere       |                         |
| - Vikram Samvat      | 1631 – 1632             |
| - Shaka Samvat       | 1498 – 1499             |
| - Kali Yuga          | 4677 – 4678             |
| Iransk kalender      | 954 – 955               |
| Islamisk kalender    | 984 – 985               |

Konge i Danmark: Frederik 2. 1559-1588
Se også 1576 (tal)

## Begivenheder
- 23. februar – Kurfyrste August af Sachsen minder hans svoger Frederik 2. om Niels Hemmingsens problematiske og offentlige "vranglære", og Frederik 2. ber Niels Hemmingsen om at forfatte en tilbagekaldelse sine ytringer på latin.
- 6. maj – Chastenoi-freden indgås i Frankrig, dermed afsluttes den femte borgerkrig.
- 15. maj – Censuren bliver indskærpet i Danmark, der må ikke trykkes, oversættes eller indproteres bøger, ved mindre der er accept fra de lærde på universitetet. Dette sker for at imødegå religiøse stridigheder om den lutherske nadverlære
- 23. maj - Tycho Brahe får foræret øen Hven, hvor han går i gang med at bygge observatoriet Uranienborg
- 1. august – Lübeck giver Bornholm tilbage til Danmark, på trods af de har løfte fra Christian 3. om at måtte beholde øen endnu 50år i pant
- 8. august -  grundstenen til Tycho Brahes observatorium Uranienborg nedlægges på Hven
- 2. november – Rudolf 2. bliver kejser over det tysk-romerske rige.
- 4. november – Spanske soldater, der ikke havde fået løn, plyndrer Antwerpen, omkring 6000 indbyggere bliver dræbt.

## Født
- John Carver første guvernør i Plymouth-kolonien.
- 7. oktober – John Marston, engelsk digter.
- 30. oktober – Enrico Caterino Davila, italienske historiker og diplomat.

## Dødsfald
- 5. marts – Don Luis de Requesens y Zuñigas, spansk statholder i Nederlandene.
- 14. maj – Tahmasp I, Shah af Persien(det nuværende Iran).
- 27. august – Den italienske maler Tizian dør i Venedig.
- 21. september – Girolamo Cardano, italiensk opfinder og matematiker(selvmord).